# Daniel Rodney

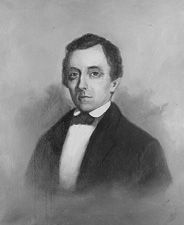
Daniel Rodney

Daniel Rodney (* 10. September 1764 in Lewes, Delaware Colony; † 2. September 1846 ebenda) war ein US-amerikanischer Politiker und von 1814 bis 1817 Gouverneur des Bundesstaates Delaware. In den 1820er Jahren vertrat er seinen Staat für jeweils kurze Zeit in beiden Kammern des US-Kongresses.

## Frühe Jahre und politischer Aufstieg
Daniel Rodney erhielt nur eine oberflächliche Schulbildung und war dann einige Jahre als Seemann und Händler tätig. Obwohl es keine Angaben über ein Jurastudium gibt, muss er doch zwischenzeitlich ein solches absolviert haben, denn er war von 1793 bis 1806 Richter an einem Berufungsgericht. Rodney wurde Mitglied der Föderalistischen Partei. Im Jahr 1810 verlor er bei den Gouverneurswahlen gegen Joseph Haslet. Am 5. Oktober 1813 schaffte er es aber, zu dessen Nachfolger als Gouverneur gewählt zu werden.

## Gouverneur von Delaware
Daniel Rodney trat seine dreijährige Amtszeit am 18. Januar 1814 an. Der Beginn seiner Regierungszeit war noch vom Britisch-Amerikanischen Krieg überschattet. In Delaware fanden immer noch Kampfhandlungen statt. Die Bedrohung des Staates endete erst, nachdem die Briten im Sommer 1814 bei Baltimore aufgehalten werden konnten. In Rodneys Amtszeit wurde auch eine erste allgemeine Steuer des Staates Delaware eingeführt.

## Rodney im Kongress
Rodney konnte im Jahr 1816 wegen einer Verfassungsklausel nicht zur Wiederwahl antreten. Daher schied er am 21. Januar 1817 aus dem Amt des Gouverneurs aus. Bei den Präsidentschaftswahlen des Jahres 1820 erhielt er vier Stimmen für das Amt des Vizepräsidenten. Nach dem Rücktritt des Kongressabgeordneten Caesar A. Rodney, mit dem er auch verwandt war, beendete er dessen Amtszeit im US-Repräsentantenhaus in Washington. Dieses Mandat übte er zwischen dem 1. Oktober 1822 und dem 3. März 1823 aus. Nach dem Tod des US-Senators Nicholas Van Dyke wurde Rodney zu dessen kommissarischem Nachfolger als Class-2-Senator ernannt. Damit war er zwischen dem 8. November 1826 und dem 12. Januar 1827 US-Senator für die National Republican Party. Dann trat der neugewählte Henry M. Ridgely seine Nachfolge an.

## Weiterer Lebenslauf
Nach dem Ende seiner Zeit im Kongress zog sich Rodney aus der Politik zurück und widmete sich wieder seinen privaten Angelegenheiten. Er starb im September 1846. Mit seiner Frau Sara Fisher hatte Daniel Rodney sieben Kinder, darunter den Sohn George, der von 1841 bis 1845 Kongressabgeordneter in Washington war. Daniel Rodneys Bruder Caleb war von 1822 bis 1823 ebenfalls Gouverneur von Delaware. Er war außerdem mit dem früheren Präsidenten von Delaware, Caesar Rodney, verwandt.